# Athlītikos Omilos Kavala
L'Athlītikos Omilos Kavala (in greco Αθλητικός Όμιλος Καβάλα?) è una società calcistica greca di Kavala. Milita in Souper Ligka Ellada 2, seconda serie del campionato greco di calcio.

## Palmarès

### Competizioni nazionali
- Beta Ethniki: 3

1968-1969, 1975-1976, 1995-1996
- Gamma Ethniki: 3

2007-2008 (gruppo 2), 2018-2019 (gruppo 1), 2023-2024 (gruppo 1)

### Altri piazzamenti
- Coppa di Grecia:

Semifinalista: 1965-1966, 1994-1995, 2009-2010
- Beta Ethniki:

Secondo posto: 1993-1994
Terzo posto: 1984-1985, 2008-2009
- Gamma Ethniki:

Secondo posto: 1989-1990 (gruppo 2), 2020-2021 (gruppo nord), 2022-2023 (gruppo 1)
Terzo posto: 2014-2015 (gruppo 1), 2017-2018 (gruppo 1), 2004-2005 (girone 2)
Promozione: 2001-2002